# Détective Conan : Lettre de défi pour Shinichi Kudô

Détective Conan : Lettre de défi pour Shinichi Kudô est le premier drama de Détective Conan sorti uniquement au Japon.

## Synopsis
L'histoire se déroule peu avant que Shinichi Kudo ne soit transformé en enfant. Shinichi reçoit une lettre de défi lui indiquant qu'un de ses camarades de classe se fera kidnapper sur un bateau lors d'une sortie scolaire. La victime est Sonoko Suzuki. Ensuite, c'est au tour de Ran Mouri de disparaitre. Shinichi doit se dépêcher de les retrouver car le malfaiteur l'a appelé pour l'informer qu'une bombe explosera à minuit là où elles sont enfermées.

## Fiche technique
- Titre original : 名探偵コナン- 工藤新一への挑戦状
- Titre en Romaji : Meitantei Conan: Kudo Shinichi he no Chosenjo
- Traduction française : Détective Conan : Lettre de défi pour Shinichi Kudô
- Première diffusion : 2 octobre 2006 de 21 h à 22 h 48 sur la chaîne japonaise YTV

## Distribution
| Personnage       | Acteur             |
| ---------------- | ------------------ |
| Shinichi Kudo    | Oguri Shun         |
| Kogoro Mouri     | Jinnai Takanori    |
| Ran Mouri        | Kurokawa Tomoka    |
| Juuzou Megure    | Nishimura Masahiko |
| Sonoko Suzuki    | Iwasa Mayuko       |
| Keiji Tamagawa   | Ibu Masato         |
| Shingo Kitajima  | Fukawa Ryo         |
| Mai Nishida      | Mizukawa Asami     |
| Kunio Azuma      | Matsushige Yutaka  |
| Kyosuke Minamida | Nishimura Kazuhiko |
| Yoko Okino       | Becky              |

## Adaptation du roman
Ce premier spécial est en fait adapté du roman (uniquement en japonais et chinois) (trad. litt. : Un défi pour Shinichi Kudo : Prologue avant l'au revoir). Il en est de même pour les trois autres specials et quelques affaires de la série de dramas.